# ツヤアオカメムシ
ツヤアオカメムシは、カメムシ目カメムシ亜目カメムシ科に属する昆虫。

## 特徴
体長は15 mm前後。つやがある。
強烈な悪臭を発する。

## 生態
ウメなど果樹の害虫として知られている。